# 阿谢尔州长镇
阿谢尔州长镇是巴西马拉尼昂州的一个市镇。总面积435.731平方公里，总人口10075人，人口密度23.1人/平方公里。